# Gerardo Ernesto Salas Arjona
Gerardo Ernesto Salas Arjona (* 20. Oktober 1966 in Bailadores, Bundesstaat Mérida) ist ein venezolanischer römisch-katholischer Geistlicher und Bischof von Acarigua-Araure.

## Leben
Gerardo Ernesto Salas Arjona besuchte die Escuela Básica Tulio Febres Cordero in Bailadores und später das Kleine Seminar des Erzbistums Mérida. Anschließend studierte er Philosophie und Katholische Theologie am Priesterseminar San Buenaventura in Mérida. Er wurde am 1. Dezember 1991 in der Kathedrale von Mérida durch den emeritierten Erzbischof von Mérida, Miguel Antonio Salas Salas CIM, zum Diakon geweiht und empfing am 22. August 1992 durch dessen Nachfolger, Baltazar Porras, das Sakrament der Priesterweihe.
Salas Arjona war zunächst als Pfarrer der Pfarrei Espíritu Santo in Ejido (1992–1996) und als Ausbilder am Priesterseminar San Buenaventura (1994–1995) tätig. 1996 wurde Gerardo Ernesto Salas Arjona für weiterführende Studien nach Italien entsandt, wo er 1998 am Istituto di Liturgia Pastorale Santa Giustina in Padua ein Lizenziat im Fach Katholische Theologie erwarb. Nach der Rückkehr in seine Heimat wurde er Pfarrer der Pfarrei San Buenaventura in Matriz. Zudem wirkte er von 1998 bis 1999 als akademischer Direktor und erneut als Ausbilder am Priesterseminar San Buenaventura. Ferner fungierte er von 1993 bis 2003 als Kirchlicher Assistent und danach als Spiritual der Cursillos de Cristiandad. Anschließend war Gerardo Ernesto Salas Arjona Pfarrer der Pfarreien Santiago Apóstol in La Punta (2007–2013), San Miguel Arcángel in El Llano (2013–2015) und Nuestra Señora del Rosario in Mérida (2015–2016). 2016 wurde Salas Arjona Untersekretär der Venezolanischen Bischofskonferenz.
Am 22. August 2022 ernannte ihn Papst Franziskus zum Bischof von Acarigua-Araure. Der Erzbischof von Mérida, Baltazar Kardinal Porras, spendete ihm am 5. November desselben Jahres im Sportzentrum Wilbaldo Zabaleta in Acarigua die Bischofsweihe; Mitkonsekratoren waren der Bischof von San Felipe, Víctor Hugo Basabe, der Bischof von El Vigía-San Carlos del Zulia, Juan de Dios Peña Rojas, und der Bischof von Petare, Juan Carlos Bravo Salazar, sowie der Erzbischof von Cumaná, Jesús González de Zárate Salas.